# Стрела (шхуна, 1848)
«Стрела» — парусная шхуна Балтийского флота Российской империи, находившаяся в составе флота с 1848 по 1862 год. Во время несения службы по большей части использовалась для практических плаваний, а также принимала участие в экспедиции Балтийского флота в датские воды 1848—1850 годов.

## Описание судна
Парусная шхуна с деревянным корпусом, длина шхуны между перпендикулярами по сведениям из различных источников составляла от 30,48 до 30,5 метра, ширина без обшивки от 7,76 до 7,8 метра, а осадка от 3 до 3,9 метра. Вооружение судна состояло из 16 орудий.

## История службы
Шхуна «Стрела» была заложена в Главное адмиралтейство в Санкт-Петербурге 18 (30) декабря 1843 года и после спуска на воду 12 (24) июня 1848 года вошла в состав Балтийского флота России. Строительство вёл кораблестроитель подполковник Дементьев.
В кампании 1848 и 1849 годов выходила в практические и крейсерские плавания в Балтийское море и Финский залив, а также по портам того же залива. В кампанию 1850 года принимала участие в экспедиции Балтийского флота в воды Дании. 24 июля (5 августа) 1850 года в составе отряда пришла на Зондербургский рейд, где суда отряда присоединились к находившейся там 3-й флотской дивизии под общим командованием вице-адмирала И. П. Епанчина. 24 августа (5 сентября) принимала участие в показательном сражении в составе отряда, 16 (28) сентября вместе с остальными судами дивизии ушла в Кронштадт.
В кампанию 1851 года в составе отряда из восьми судов Балтийского флота под общим командованием контр-адмирала великого князя Константина Николаевича выходила в плавания по Финскому заливу. В кампании с 1852 по 1853 год также принимала участие в практических плаваниях в Балтийском море и Финском заливе и между портами залива, а в 1852 году также служила брандвахтой на свеаборгском рейде. В 1854 и 1855 годах стояла в Кронштадтской гавани, в 1856 году несла брандвахтенную службу на свеаборгском и ревельском рейдах, а в 1857 году — брандвахтенную службу в Ревеле. В кампанию 1858 года совершала плавания между Санкт-Петербургом и Кронштадтом. В 1857 году помимо брандвахтенной службы также выходила в плавания в Балтийское море и по его заливам.
В 1860 году шхуна «Стрела» была отчислена к порту, в кампанию 1861 года — продана на слом, а 16 (28) января 1862 года исключена из списков судов флота.

## Командиры шхуны
Командирами парусной шхуны «Стрела» в составе Российского императорского флота в разное время служили:
- капитан-лейтенант С. Н. Квашнин-Самарин (1844—1846 годы)[18];
- лейтенант граф А. А. Апраксин (до августа 1848 года)[19];
- лейтенант М. И. Бутаков (1849—1850 год)[20];
- лейтенант Ф. Я. Брюммер (1849—1854 годы)[21];
- Ф. К. Юнг (1856—1858 годы).